# Glyceria maxima
Il gramignone maggiore (Glyceria maxima (Hartm.) Holmb., 1919) è una pianta angiosperma monocotiledone appartenente alla famiglia delle Poacee (sottofamiglia Pooideae).

## Etimologia
Il nome generico (Glyceria) deriva da una parola greca (glykeros o glukeroj) il cui significato è dolce e si riferisce alla dolcezza del grano della specie Glyceria fluitans. L'epiteto specifico (maxima) significa più grande (= superlativo di magnus).
Il nome scientifico è stato definito inizialmente dal fisico e botanico svedese Carl Johan Hartman (1790–1849) e perfezionato successivamente dal botanico svedese Otto Rudolf Holmberg (1874–1930) nella pubblicazione Botaniska Notiser (Bot. Not. 1919: 97) del 1919.

## Descrizione

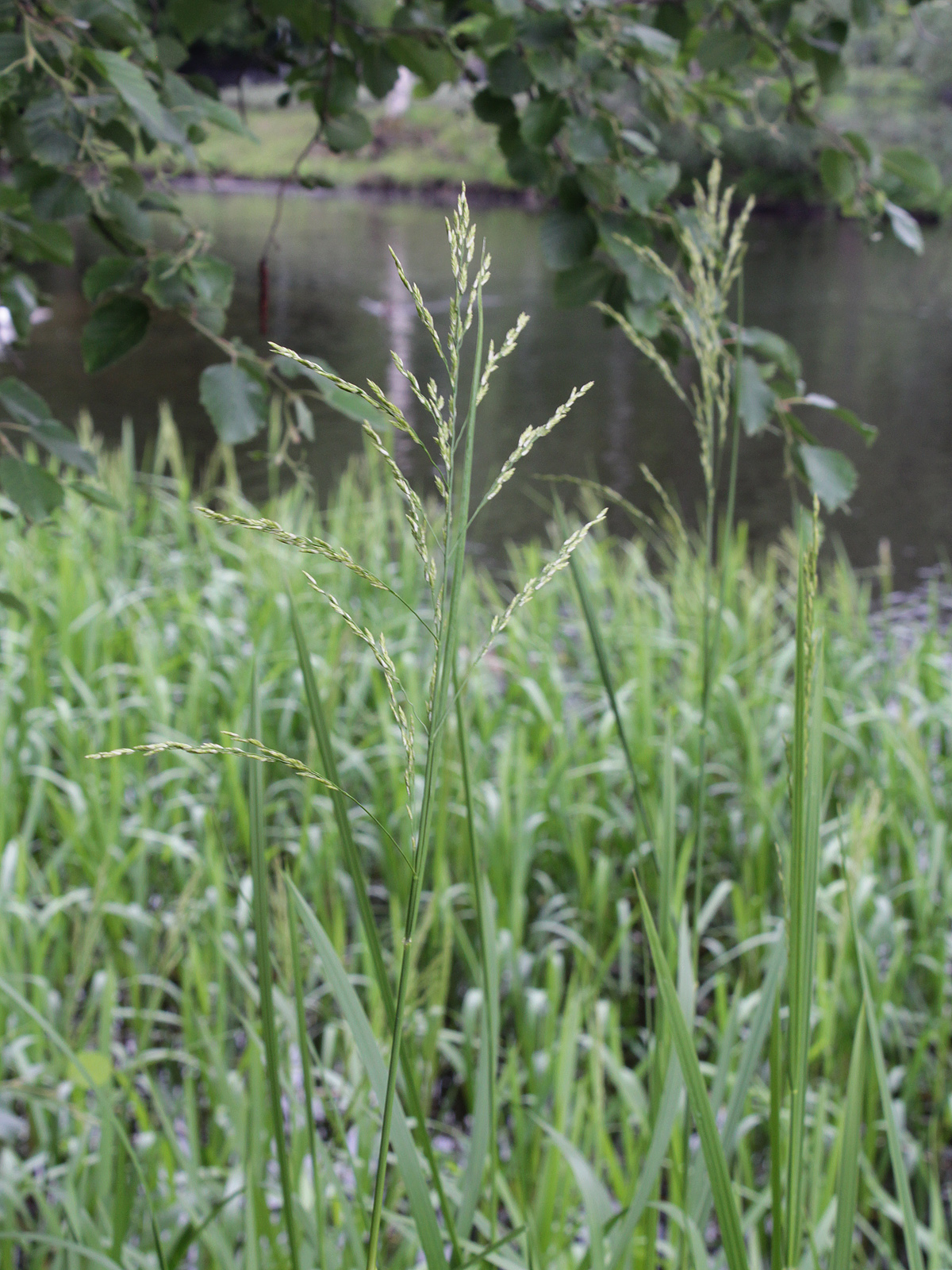
Il portamento

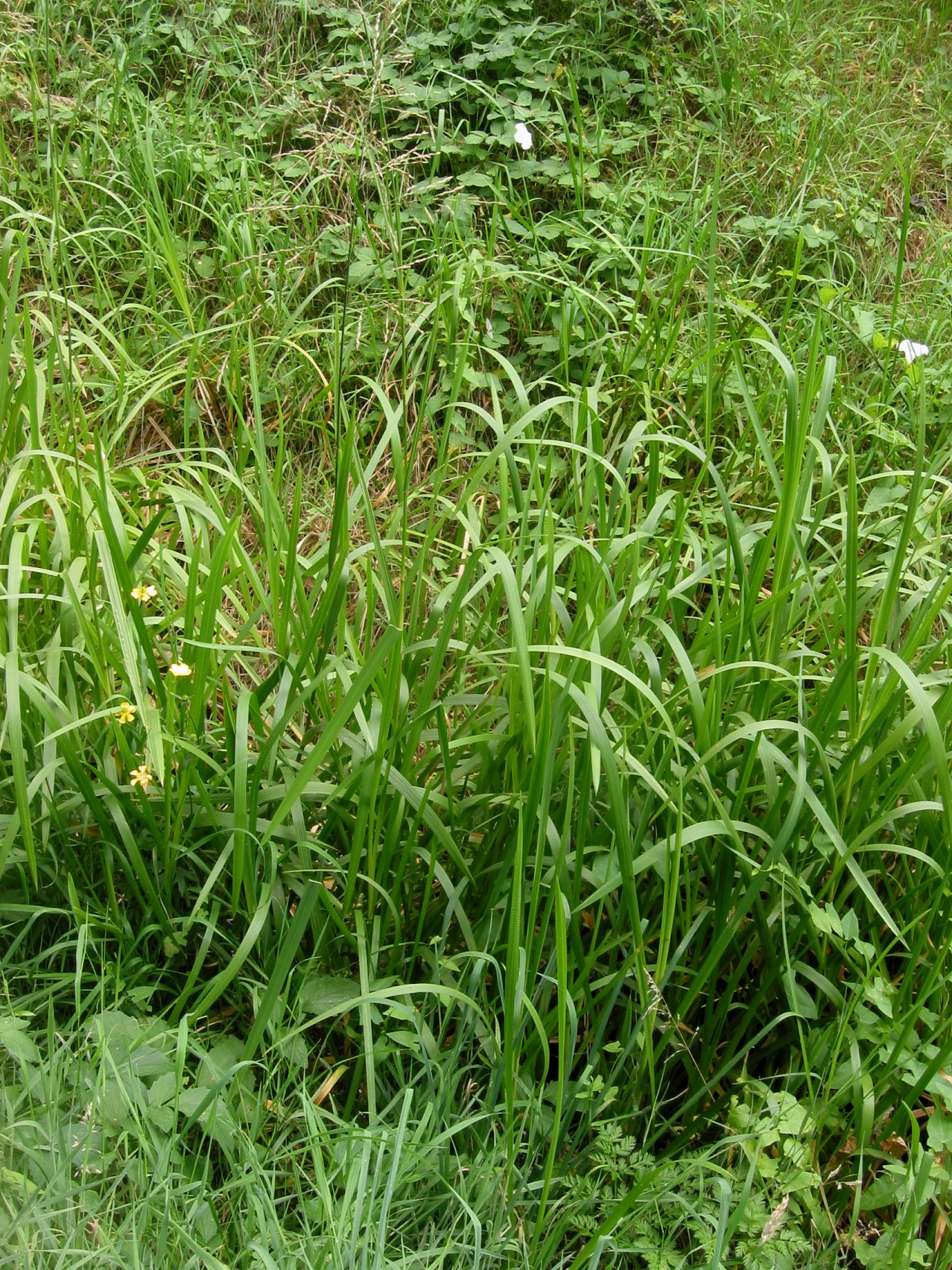
Le foglie

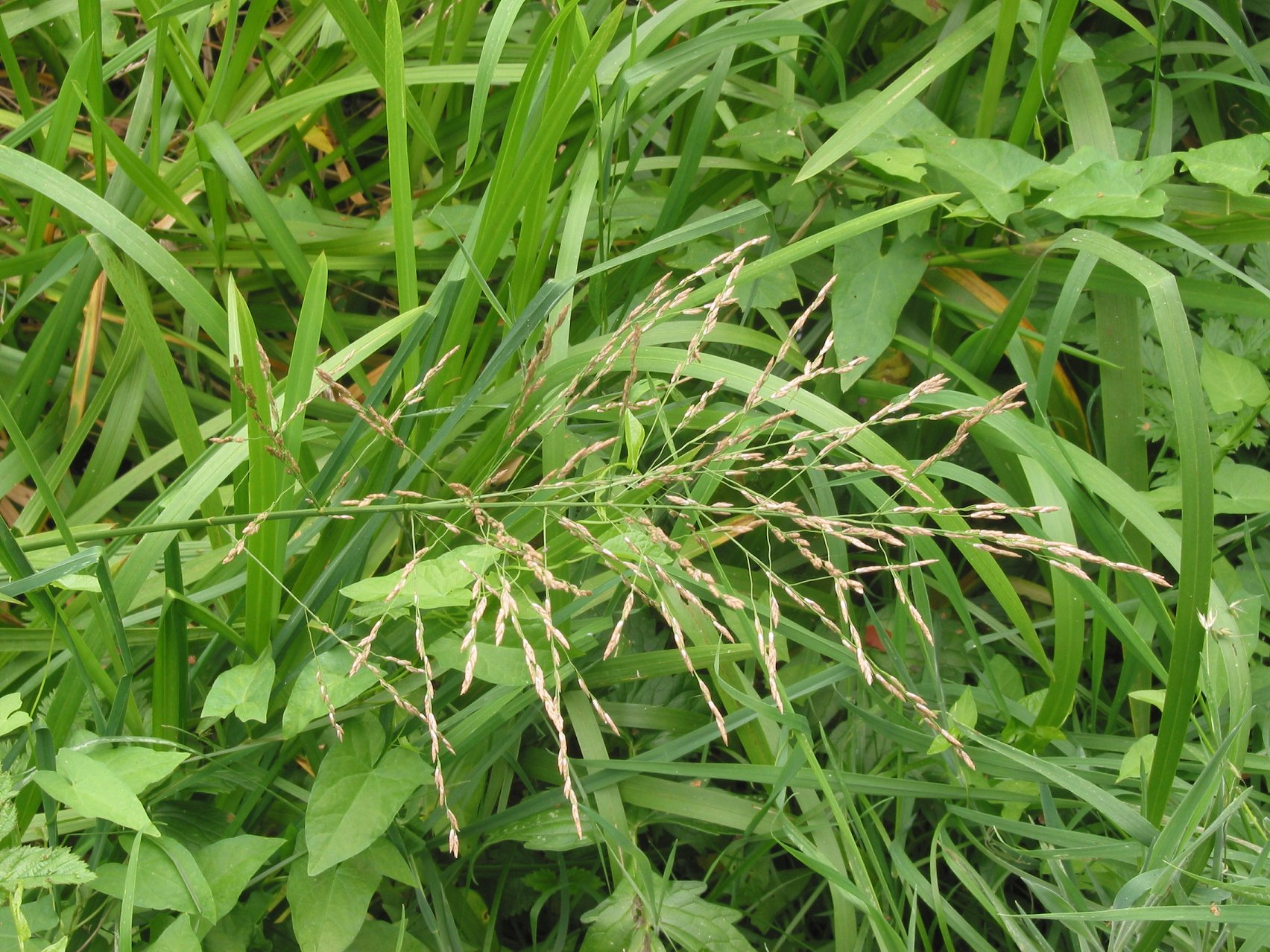
Infiorescenza

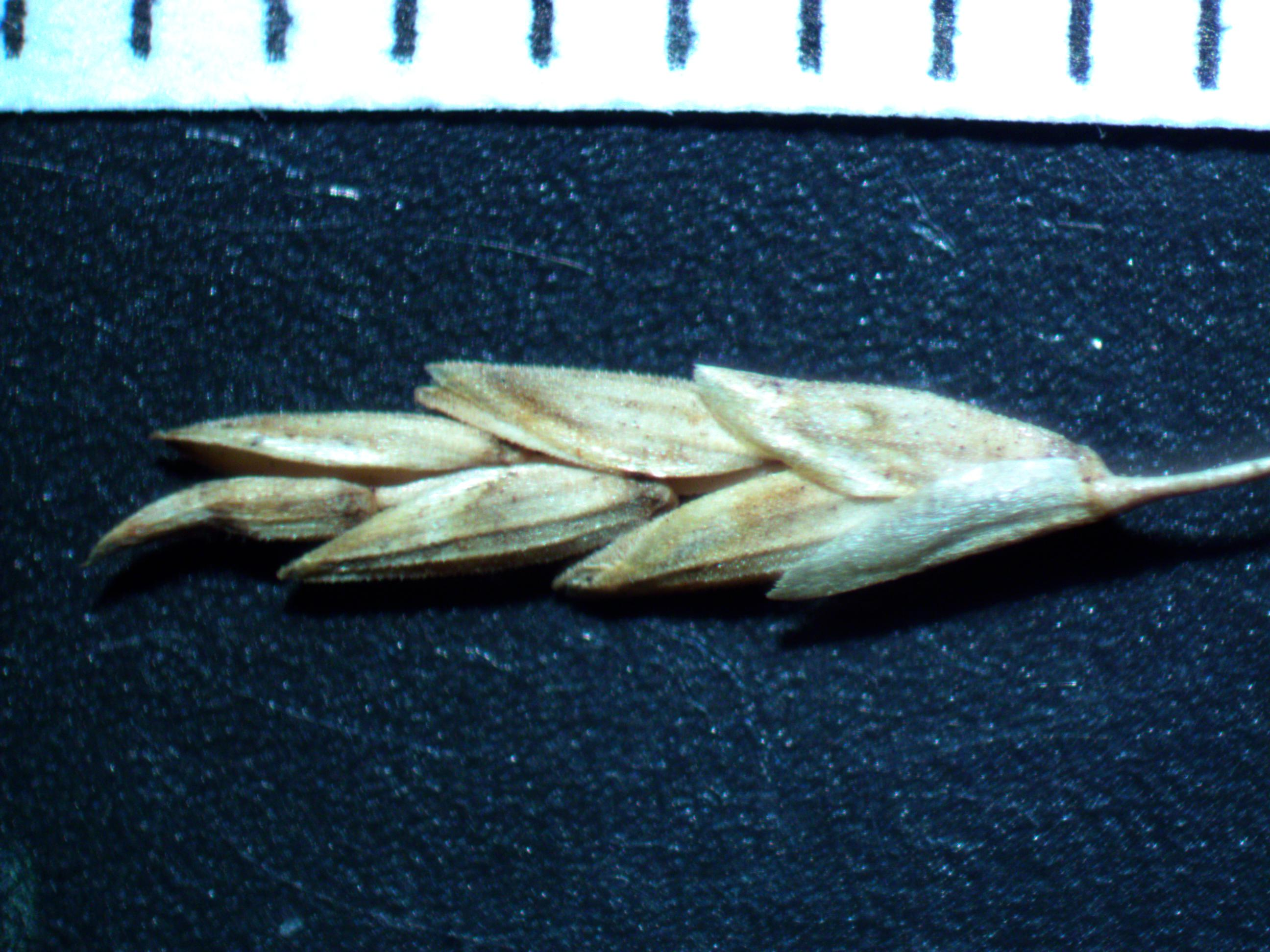
Spighetta

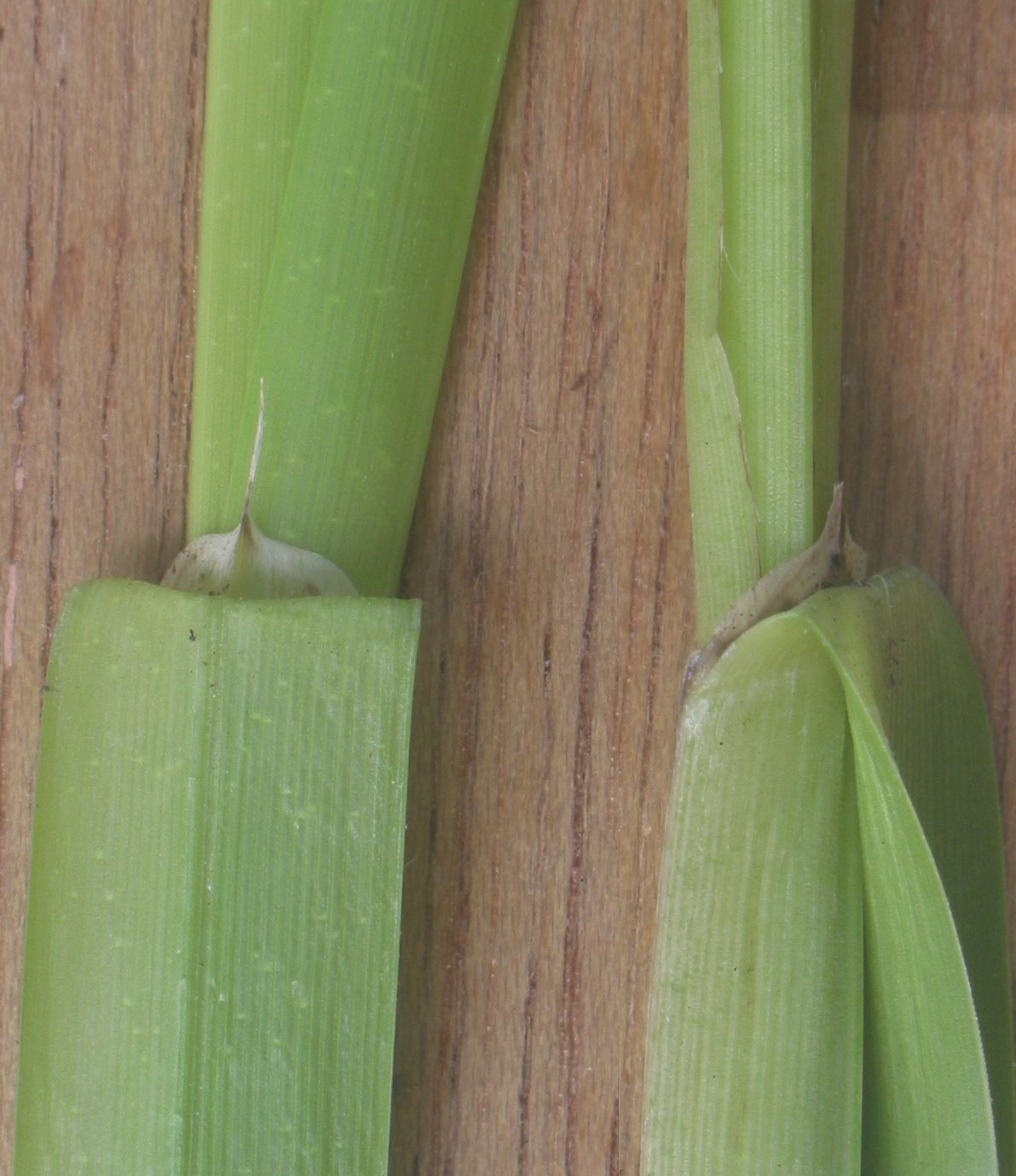
Ligule e guaine del culmo

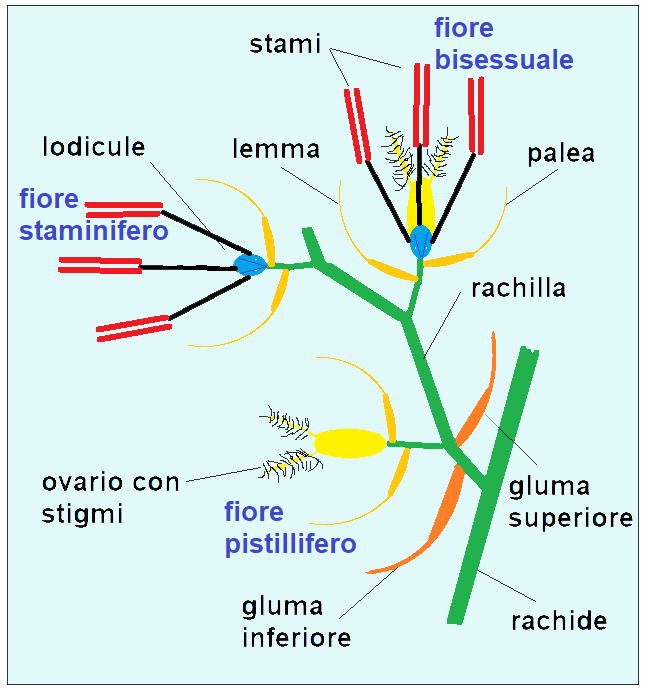
Spighetta generica con tre fiori diversi

Queste piante arrivano ad una altezza di 1-3 metri. La forma biologica prevalente è idrofita radicante (I rad), sono piante acquatiche perenni le cui gemme si trovano sommerse o natanti e con un apparato radicale che le ancora al fondale. In queste piante è presente anche la forma biologica geofita rizomatosa (G rhiz), ossia piante perenni erbacee che portano le gemme in posizione sotterranea; durante la stagione avversa non presentano organi aerei e le gemme si trovano in organi sotterranei come bulbi, tuberi e rizomi, fusti sotterranei dai quali, ogni anno, si dipartono radici e fusti aerei. In queste piante non sono presenti i micropeli.

### Radici
Le radici sono secondarie da rizomi stoloniferi. I rizomi sono allungati e normalmente immersi nell'acqua.

### Fusto
I culmi, eretti, sono cavi a sezione più o meno rotonda. Alla base sono robusti e ingrossati (1 cm di diametro). Sono fogliosi fin quasi all'apice. Sono radicanti ai nodi.

### Foglie
Le foglie lungo il culmo sono disposte in modo alterno, sono distiche e si originano dai vari nodi. Sono composte da una guaina, una ligula e una lamina. Le venature sono parallelinervie e trasversali (appena visibili). Non sono presenti i pseudopiccioli e, nell'epidermide delle foglia, le papille.
- Guaina: la guaina è abbracciante il fusto (tubolare per gran parte della lunghezza, interamente chiusa) ed è priva di auricole; è carenata con setti trasversali; la superficie è liscia o scabra verso la lamina.
- Ligula: la ligula è membranosa (raramente cigliata); è tronca ed è lunga 2–4 mm.
- Lamina: la forma è piana e lineare con apice acuto e margini scabrosi; la superficie è glabra (liscia sulla faccia superiore, scabra su quella inferiore) e colorata di verde chiaro. Dimensioni della lamina: larghezza: 8–16 mm; lunghezza 25–50 cm.

### Infiorescenza
Infiorescenza principale (sinfiorescenza o semplicemente spiga): le infiorescenze, ramificate, ascellari e terminali, formate da diverse spighette, hanno la forma di una pannocchia ampia e lassa dalla forma lanceolata (o oblunga o ovata). La fillotassi dell'inflorescenza inizialmente è a due livelli, anche se le successive ramificazioni la fa apparire a spirale. I rami sono eretto-patenti. Il peduncolo è liscio o scabroso. Lunghezza della pannocchia: 2-4 dm.

### Spighette
Infiorescenza secondaria (o spighetta): le spighette, pedicellate, compresse lateralmente con forme da lanceolate o oblunghe, sottese da due brattee distiche e strettamente sovrapposte chiamate glume (inferiore e superiore), sono formate da 5-7 fiori e sono screziate di bruno. I fiori sono colorati di verde-giallastro o viola sfumato. Possono essere presenti dei fiori sterili; in questo caso sono in posizione distale rispetto a quelli fertili. Alla base di ogni fiore sono presenti due brattee: la palea (un profillo) e il lemma. La disarticolazione avviene con la rottura a maturità della rachilla tra i fiori o sopra i glumi. Dimensione delle spighette: larghezza 2 mm; lunghezza 7–8 mm.
- Glume: le glume, persistenti, sono lunghe 2,5 mm (più corte del lemma) e sono troncate; hanno una sola venatura; le forme sono da oblunghe a ovate.
- Palea: la superficie della palea si presenta con due venature ed è cigliata.
- Lemma: la superficie del lemma ha 7-11 nervature longitudinali prominenti non convergenti all'apice; la forma è troncata; a volte è pubescente; il lemma è lungo 2,5–3 mm.

### Fiore
I fiori fertili sono attinomorfi formati da 3 verticilli: perianzio ridotto, androceo e gineceo.
- Formula fiorale:[9]

- , P 2, A (1-)3(-6), G (2–3) supero, cariosside.

- Il perianzio è ridotto e formato da due lodicule, delle squame traslucide, poco visibili (forse relitto di un verticillo di 3 sepali). Le lodicule sono carnose e non vascolarizzate.
- L'androceo è composto da 3 stami ognuno con un breve filamento libero, una antera sagittata e due teche. Le antere sono basifisse con deiscenza laterale. Il polline è monoporato. Lunghezza delle antere: 1,2-1,8 mm.
- Il gineceo è composto da 3-(2) carpelli connati formanti un ovario supero. L'ovario, glabro, ha un solo loculo con un solo ovulo subapicale (o quasi basale). L'ovulo è anfitropo e semianatropo e tenuinucellato o crassinucellato. Lo stilo, allungato e persistente, è unico con due stigmi papillosi e distinti.
- Fioritura: da luglio a agosto.

### Frutti
I frutti sono del tipo cariosside, ossia sono dei piccoli chicchi indeiscenti, con forme ellissoidali, nei quali il pericarpo è formato da una sottile parete che circonda il singolo seme. In particolare il pericarpo è fuso al seme ed è aderente. L'endocarpo non è indurito e l'ilo è lungo e lineare. L'embrione è piccolo e provvisto di epiblasto ha un solo cotiledone altamente modificato (scutello senza fessura) in posizione laterale. I margini embrionali della foglia non si sovrappongono. Lunghezza del frutto: 1,5–2 mm.

## Biologia
Come gran parte delle Poaceae, le piante di questa specie si riproducono per impollinazione anemogama. Gli stigmi più o meno piumosi sono una caratteristica importante per catturare meglio il polline aereo. 
La dispersione dei semi avviene inizialmente a opera del vento (dispersione anemocora) e una volta giunti a terra grazie all'azione di insetti come le formiche (mirmecoria).

## Distribuzione e habitat

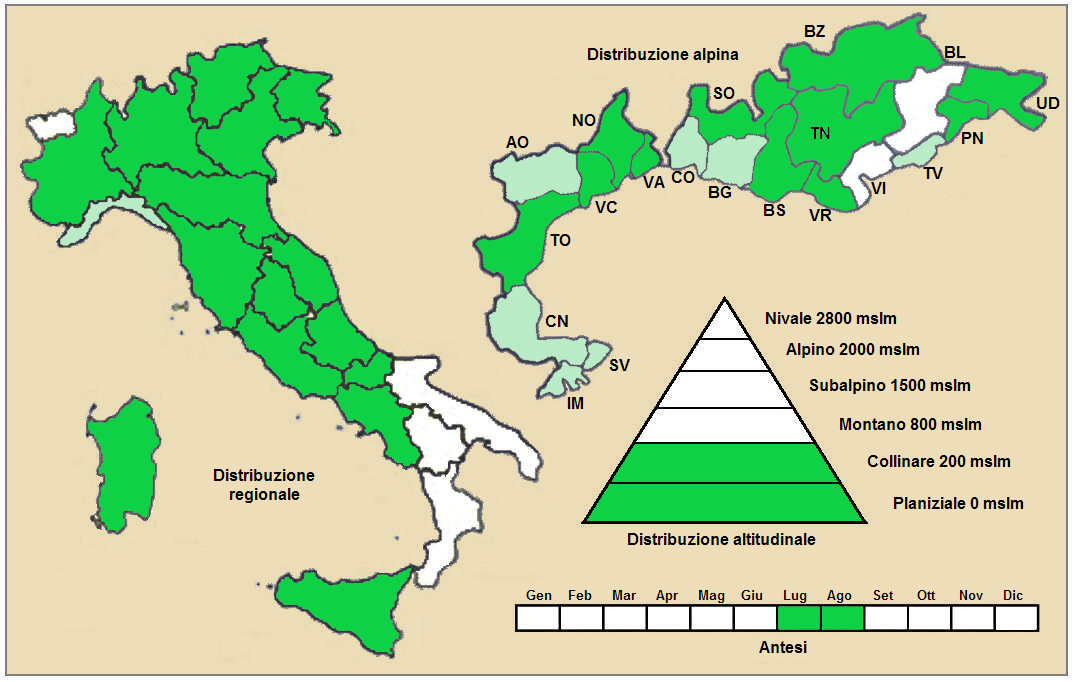
Distribuzione della pianta
(Distribuzione regionale – Distribuzione alpina)

- Geoelemento: il tipo corologico (area di origine) è Circumboreale / Eurasiatico.
- Distribuzione: in Italia è una specie comune (specialmente al Nord). Raramente si trova anche al Sud. Nelle Alpi è presente in modo discontinuo. Fuori dall'Italia, sempre nelle Alpi, questa specie si trova in Francia (dipartimento di Alpes-de-Haute-Provence), Austria (Länder del Salisburgo, Carinzia e Stiria) e in Slovenia. Sugli altri rilievi europei collegati alle Alpi si trova nella Foresta Nera, Vosgi, Massiccio del Giura, Massiccio Centrale, Monti Balcani e Carpazi.[17] Nel resto dell'Europa la G. maxima si trova ovunque (più rara nella Penisola Iberica); si trova anche in Anatolia.[18] Fuori dall'Europa si trova in Asia temperata e occidentale, in Cina, nel Kazakistan e in Siberia. Nel Nord America e in Australia è una specie introdotta.[14]
- Habitat: l'habitat tipico per questa pianta sono i fossi, le paludi e le sponde dei ruscelli. Il substrato preferito è calcareo con pH basico, alti valori nutrizionali del terreno che deve essere bagnato.[17]
- Distribuzione altitudinale: sui rilievi queste piante si possono trovare fino a 800 m s.l.m.; nelle Alpi frequentano quindi i seguenti piani vegetazionali alpini: collinare (oltre a quello planiziale – a livello del mare).

### Fitosociologia

#### Areale alpino
Dal punto di vista fitosociologico alpino Glyceria maxima appartiene alla seguente comunità vegetale:
- Formazione: delle comunità delle megaforbie acquatiche.

- Classe: Phragmito-Magnocaricetea Klika, 1941

- Ordine: Phragmitetalia communis Kock, 1926

- Alleanza: Phragmition communis Kock, 1926

#### Areale italiano
Per l'areale completo italiano Glyceria maxima appartiene tra le altre alla seguente comunità vegetale:
- Macrotipologia: vegetazione anfibia di fiumi, sorgenti e paludi.

- Classe: Phragmito australis-Magnocaricetea elatae Klika in Klika & Novák, 1941

- Ordine: Phragmitetalia australis Koch, 1926

- Alleanza: Phragmition communis Koch, 1926

- Suballeanza: Phragmitenion communis Rivas-Martínez in Rivas-Martínez, Costa, Castroviejo & E. Valdés, 1980

Descrizione: la suballeanza Phragmitenion communis è relativa a vegetazione costituita da graminacee alte, sensibili ai periodi di emersione e comprende tutte le associazioni che sono strettamente legate ad ambienti di acqua dolce, distinguendosi quindi da altre suballeanza come Scirpenion maritimi relative a comunità di ambienti salmastri. Questa associazione è potenzialmente distribuita su tutto il territorio italiano. Inoltre è caratterizzata da una certa ricchezza floristica, ma sono presenti anche popolamenti monospecifici, caratterizzati da individui che si riproducono per via vegetativa. Le cenosi del Phragmiteni communis colonizzano le aree marginali dei sistemi di acqua dolce italiani; sono quindi tipici delle zone prossime alla costa dei laghi, alle rive dei fiumi e delle aree umide ad essi limitrofi.
Specie presenti nell'associazione: Mentha spicata, Mentha aquatica, Lythrum salicaria, Lycopus europaeus, Calystegia sepium, Agrostis stolonifera, Bidens frondosa, Bidens tripartita, Schoenoplectus lacustris, Alisma plantago-aquatica, Veronica anagallis-aquatica, Sparganium erectum, Typha latifolia, Phalaris arundinacea.

## Tassonomia
La famiglia delle Poacee comprende circa 800 generi e oltre 9.000 specie. È una delle famiglie più numerose e più importanti del gruppo delle monocotiledoni. La famiglia è suddivisa in 12 sottofamiglie, il genere Glyceria fa parte della sottofamiglia Pooideae, tribù Meliceae.
Il basionimo per questa specie è: Molinia maxima Hartm., 1820.

### Filogenesi
Il genere di questa specie (Glyceria) fa parte della supertribù Melicodae Soreng, 2017 (tribù Meliceae Link ex Endl., 1830). La supertribù Melicodae, dal punto di vista filogenetico, è la seconda supertribù, dopo la supertribù Nardodae Soreng, 2017, ad essersi evoluta nell'ambito della sottofamiglia Pooideae.
All'interno del genere Glyceria la specie di questa voce è descritta della sezione Hydropoa o Hydrochloa.
Per il genere Glyceria sono descritte le seguenti sinapomorfie: (1) le venature dei lemmi sono prominenti e non convergono all'apice; (2) gli stami sono due o tre.
Il numero cromosomico di G. maxima è: 2n = 28, 56 e 60.

### Sottospecie
Per questa specie è segnalata la seguente sottospecie:
- Glyceria maxima subsp. micrantha H. Scholz, 2002 - Distribuzione: Germania

### Sinonimi
L'entità di questa voce ha avuto nel tempo diverse nomenclature. L'elenco seguente indica alcuni tra i sinonimi più frequenti:
- Catabrosa hydrophila Link
- Exydra aquatica  (L.) Endl.
- Festuca aquatica  (L.) Mutel
- Glyceria altissima  Garcke
- Glyceria aquatica var. scabra  Peterm.
- Glyceria maxima f. acuta  (Peterm.) Soó
- Glyceria maxima f. scabra  (Peterm.) Soó
- Glyceria spectabilis  Mert. & W.D.J.Koch
- Glyceria spectabilis f. acuta  Peterm.
- Heleochloa aquatica  (L.) Drejer
- Heleochloa aquatica  (L.) Fr.
- Hydrochloa aquatica  (L.) Hartm.
- Hydropoa spectabilis  (Mert. & W.D.J.Koch) Dumort.
- Melica aquatica  (L.) Weber ex P.Beauv.
- Molinia maxima  Hartm.
- Panicularia aquatica  (L.) Kuntze
- Poa aquatica L.

## Altre notizie
La gliceria maggiore in altre lingue è chiamata nei seguenti modi:
- (DE)  Großes Südßgras, Wasser-Schwaden
- (FR)  Grande glycérie
- (EN)  Reed Sweer-grass